# Esteban Aránguiz
Esteban Wilfredo Aránguiz Sánchez (Santiago, Provincia de Santiago, Chile, 24 de septiembre de 1948) es un exfutbolista chileno. Jugaba de mediocampista y transitó por el fútbol de Chile, México y Estados Unidos.

## Trayectoria
Proveniente de las divisiones inferiores de Universidad de Chile, debutó en la última fecha de 1967 frente a O'Higgins en Primera División, donde obtuvo dos Campeonatos nacionales, una Copa y dos Torneos Metropolitanos, además alcanzó la semifinal de Copa Libertadores en 1970.
En 1973 llega al San Luis Fútbol Club de México, para luego en 1974 jugar durante dos temporadas en el Miami Toros de Estados Unidos donde consiguió el título divisional y el subcampeonato de la North American Soccer League 1974 tras empatar en la final 3:3 con Los Angeles Aztecs, con gol incluido de Aranguiz y luego caer 4:5 desde los lanzamientos penales.
En 1976 vuelve a Universidad de Chile donde consigue la Copa Sudamericana de Clubes Universitarios y la Copa Chile, finalizando su carrera en 1983 en Santiago Wanderers.

## Selección nacional
Fue Internacional con la selección de fútbol de Chile entre 1970 y 1977. Debutó el 4 de octubre de 1970 en partido amistoso ante la Selección de fútbol de Brasil, derrota 1:5 en el Estadio Nacional de Chile.

### Partidos internacionales
| Partidos internacionales | Partidos internacionales | Partidos internacionales                         | Partidos internacionales | Partidos internacionales | Partidos internacionales | Partidos internacionales | Partidos internacionales | Partidos internacionales | Partidos internacionales  |
| N.º                      | Fecha                    | Estadio                                          | Local                    | Resultado                | Visitante                | Goles                    | Asistencias              | DT                       | Competición               |
| ------------------------ | ------------------------ | ------------------------------------------------ | ------------------------ | ------------------------ | ------------------------ | ------------------------ | ------------------------ | ------------------------ | ------------------------- |
| 1                        | 4 de octubre de 1970     | Estadio Nacional, Santiago, Chile                | Chile                    | 1-5                      | Brasil                   |                          |                          | Fernando Riera           | Amistoso                  |
| 2                        | 27 de septiembre de 1972 | Estadio José Amalfitani, Buenos Aires, Argentina | Argentina                | 2-0                      | Chile                    |                          |                          | Rudi Gutendorf           | Copa Carlos Dittborn 1972 |
| Total                    | Total                    | Total                                            | Presencias               | 2                        | Goles                    | 0                        |                          |                          |                           |

| Selección chilena | Selección chilena | Selección chilena |
| Año               | Partidos          | Goles             |
| ----------------- | ----------------- | ----------------- |
| 1970              | 1                 | 0                 |
| 1972              | 1                 | 0                 |
| Total             | 2                 | 0                 |

## Clubes
| Club                 | País           | Año       |
| -------------------- | -------------- | --------- |
| Universidad de Chile | Chile          | 1967-1972 |
| San Luis Fútbol Club | México         | 1973      |
| Miami Toros          | Estados Unidos | 1974-1975 |
| Universidad de Chile | Chile          | 1976-1982 |
| Santiago Wanderers   | Chile          | 1983      |

## Palmarés

### Títulos locales
| Título               | Club                 | País  | Año  |
| -------------------- | -------------------- | ----- | ---- |
| Torneo Metropolitano | Universidad de Chile | Chile | 1968 |
| Torneo Metropolitano | Universidad de Chile | Chile | 1969 |

### Títulos nacionales
| Título                   | Club                 | País           | Año  |
| ------------------------ | -------------------- | -------------- | ---- |
| Primera División         | Universidad de Chile | Chile          | 1967 |
| Copa Francisco Candelori | Universidad de Chile | Chile          | 1969 |
| Primera División         | Universidad de Chile | Chile          | 1969 |
| Título Divisional        | Miami Toros          | Estados Unidos | 1974 |
| Copa Chile               | Universidad de Chile | Chile          | 1979 |

### Distinciones individuales
| Distinción                                                                              | Año  |
| --------------------------------------------------------------------------------------- | ---- |
| Incluido dentro de las 50 mejores figuras históricas de Universidad de Chile por AS.com | 2016 |